# Rodolfo Herrera
Rodolfo Herrera González (Guadalupe; 11 de agosto de 1931-30 de septiembre de 2001) fue un futbolista costarricense que jugaba como delantero. Jugó toda su carrera con el Deportivo Saprissa, desde 1947 hasta su retiro en 1961, ganando muchos títulos.

## Selección nacional
Jugó veintisiete veces y marcó catorce goles con la selección de Costa Rica, haciendo su debut el 27 de febrero de 1950, en los Juegos Centroamericanos y del Caribe de Ciudad de Guatemala 1950.

### Partidos y goles internacionales
| \| N.º \| Fecha \| Ciudad \| Local \| Res. \| Visitante \| Competición \| Goles \| \| --- \| --------------------- \| ------------------- \| --------------------- \| ---- \| --------------------- \| ------------------------------------------ \| ----------------- \| \| 1 \| 27 de febrero de 1950 \| Ciudad de Guatemala \| Costa Rica \| 1:0 \| Antillas Neerlandesas \| VI Juegos Centroamericanos y del Caribe \| - \| \| 2 \| 27 de febrero de 1951 \| Avellaneda \| Costa Rica \| 2:2 \| Chile \| Juegos Panamericanos de 1951 \| - \| \| 3 \| 30 de marzo de 1951 \| Avellaneda \| Paraguay \| 0:1 \| Costa Rica \| Juegos Panamericanos de 1951 \| Anotado \| \| 4 \| 8 de marzo de 1953 \| San José \| Costa Rica \| 5:1 \| El Salvador \| Copa CCCF 1953 \| Anotado \| \| 5 \| 10 de marzo de 1953 \| San José \| Costa Rica \| 3:0 \| Panamá \| Copa CCCF 1953 \| - \| \| 6 \| 13 de marzo de 1953 \| San José \| Costa Rica \| 4:1 \| Honduras \| Copa CCCF 1953 \| - \| \| 7 \| 15 de marzo de 1953 \| San José \| Costa Rica \| 1:0 \| Antillas Neerlandesas \| Copa CCCF 1953 \| Anotado \| \| 8 \| 22 de mazo de 1953 \| San José \| Costa Rica \| 3:0 \| Guatemala \| Copa CCCF 1953 \| Anotado · Anotado \| \| 9 \| 24 de julio de 1955 \| San José \| Costa Rica \| 9:1 \| Guatemala \| Amistoso \| - \| \| 10 \| 31 de julio de 1955 \| Ciudad de Guatemala \| Guatemala \| 3:1 \| Costa Rica \| Amistoso \| - \| \| 11 \| 16 de agosto de 1955 \| Tegucigalpa \| Costa Rica \| 6:0 \| Cuba \| Copa CCCF 1955 \| Anotado · Anotado \| \| 12 \| 19 de agosto de 1955 \| Tegucigalpa \| Costa Rica \| 4:0 \| El Salvador \| Copa CCCF 1955 \| Anotado · Anotado \| \| 13 \| 21 de agosto de 1955 \| Tegucigalpa \| Guatemala \| 0:2 \| Costa Rica \| Copa CCCF 1955 \| - \| \| 14 \| 24 de agosto de 1955 \| Tegucigalpa \| Costa Rica \| 2:1 \| Antillas Neerlandesas \| Copa CCCF 1955 \| - \| \| 15 \| 28 de agosto de 1955 \| Tegucigalpa \| Honduras \| 1:2 \| Costa Rica \| Copa CCCF 1955 \| - \| \| 16 \| 6 de marzo de 1956 \| Ciudad de México \| Argentina \| 4:3 \| Costa Rica \| Campeonato Panamericano 1956 \| - \| \| 17 \| 8 de marzo de 1956 \| Ciudad de México \| Costa Rica \| 2:1 \| Chile \| Campeonato Panamericano 1956 \| Anotado \| \| 18 \| 13 de marzo de 1956 \| Ciudad de México \| Brasil \| 7:1 \| Costa Rica \| Campeonato Panamericano 1956 \| - \| \| 19 \| 17 de marzo de 1956 \| Ciudad de México \| Costa Rica \| 4:2 \| Perú \| Campeonato Panamericano 1956 \| Anotado \| \| 20 \| 10 de febrero de 1957 \| Ciudad de Guatemala \| Guatemala \| 2:6 \| Costa Rica \| Clasificación para la Copa Mundial de 1958 \| - \| \| 21 \| 17 de febrero de 1957 \| San José \| Costa Rica \| 3:1 \| Guatemala \| Clasificación para la Copa Mundial de 1958 \| Anotado \| \| 22 \| 3 de marzo de 1957 \| San José \| Costa Rica \| 4:0 \| Antillas Neerlandesas \| Clasificación para la Copa Mundial de 1958 \| Anotado · Anotado \| \| 23 \| 4 de agosto de 1957 \| Willemstad \| Antillas Neerlandesas \| 1:2 \| Costa Rica \| Clasificación para la Copa Mundial de 1958 \| - \| \| 24 \| 20 de octubre de 1957 \| Ciudad de México \| México \| 2:0 \| Costa Rica \| Clasificación para la Copa Mundial de 1958 \| - \| \| 25 \| 27 de octubre de 1957 \| San José \| Costa Rica \| 1:1 \| México \| Clasificación para la Copa Mundial de 1958 \| - \| \| 26 \| 1 de marzo de 1959 \| Ciudad de México \| México \| 3:1 \| Costa Rica \| Amistoso \| - \| \| 27 \| 8 de marzo de 1959 \| San José \| Costa Rica \| 1:2 \| México \| Amistoso \| - \| |                       |                     |                       |      |                       |                                            |                   |
| N.º | Fecha                 | Ciudad              | Local                 | Res. | Visitante             | Competición                                | Goles             |
| 1 | 27 de febrero de 1950 | Ciudad de Guatemala | Costa Rica            | 1:0  | Antillas Neerlandesas | VI Juegos Centroamericanos y del Caribe    | -                 |
| 2 | 27 de febrero de 1951 | Avellaneda          | Costa Rica            | 2:2  | Chile                 | Juegos Panamericanos de 1951               | -                 |
| 3 | 30 de marzo de 1951   | Avellaneda          | Paraguay              | 0:1  | Costa Rica            | Juegos Panamericanos de 1951               | Anotado           |
| 4 | 8 de marzo de 1953    | San José            | Costa Rica            | 5:1  | El Salvador           | Copa CCCF 1953                             | Anotado           |
| 5 | 10 de marzo de 1953   | San José            | Costa Rica            | 3:0  | Panamá                | Copa CCCF 1953                             | -                 |
| 6 | 13 de marzo de 1953   | San José            | Costa Rica            | 4:1  | Honduras              | Copa CCCF 1953                             | -                 |
| 7 | 15 de marzo de 1953   | San José            | Costa Rica            | 1:0  | Antillas Neerlandesas | Copa CCCF 1953                             | Anotado           |
| 8 | 22 de mazo de 1953    | San José            | Costa Rica            | 3:0  | Guatemala             | Copa CCCF 1953                             | Anotado · Anotado |
| 9 | 24 de julio de 1955   | San José            | Costa Rica            | 9:1  | Guatemala             | Amistoso                                   | -                 |
| 10 | 31 de julio de 1955   | Ciudad de Guatemala | Guatemala             | 3:1  | Costa Rica            | Amistoso                                   | -                 |
| 11 | 16 de agosto de 1955  | Tegucigalpa         | Costa Rica            | 6:0  | Cuba                  | Copa CCCF 1955                             | Anotado · Anotado |
| 12 | 19 de agosto de 1955  | Tegucigalpa         | Costa Rica            | 4:0  | El Salvador           | Copa CCCF 1955                             | Anotado · Anotado |
| 13 | 21 de agosto de 1955  | Tegucigalpa         | Guatemala             | 0:2  | Costa Rica            | Copa CCCF 1955                             | -                 |
| 14 | 24 de agosto de 1955  | Tegucigalpa         | Costa Rica            | 2:1  | Antillas Neerlandesas | Copa CCCF 1955                             | -                 |
| 15 | 28 de agosto de 1955  | Tegucigalpa         | Honduras              | 1:2  | Costa Rica            | Copa CCCF 1955                             | -                 |
| 16 | 6 de marzo de 1956    | Ciudad de México    | Argentina             | 4:3  | Costa Rica            | Campeonato Panamericano 1956               | -                 |
| 17 | 8 de marzo de 1956    | Ciudad de México    | Costa Rica            | 2:1  | Chile                 | Campeonato Panamericano 1956               | Anotado           |
| 18 | 13 de marzo de 1956   | Ciudad de México    | Brasil                | 7:1  | Costa Rica            | Campeonato Panamericano 1956               | -                 |
| 19 | 17 de marzo de 1956   | Ciudad de México    | Costa Rica            | 4:2  | Perú                  | Campeonato Panamericano 1956               | Anotado           |
| 20 | 10 de febrero de 1957 | Ciudad de Guatemala | Guatemala             | 2:6  | Costa Rica            | Clasificación para la Copa Mundial de 1958 | -                 |
| 21 | 17 de febrero de 1957 | San José            | Costa Rica            | 3:1  | Guatemala             | Clasificación para la Copa Mundial de 1958 | Anotado           |
| 22 | 3 de marzo de 1957    | San José            | Costa Rica            | 4:0  | Antillas Neerlandesas | Clasificación para la Copa Mundial de 1958 | Anotado · Anotado |
| 23 | 4 de agosto de 1957   | Willemstad          | Antillas Neerlandesas | 1:2  | Costa Rica            | Clasificación para la Copa Mundial de 1958 | -                 |
| 24 | 20 de octubre de 1957 | Ciudad de México    | México                | 2:0  | Costa Rica            | Clasificación para la Copa Mundial de 1958 | -                 |
| 25 | 27 de octubre de 1957 | San José            | Costa Rica            | 1:1  | México                | Clasificación para la Copa Mundial de 1958 | -                 |
| 26 | 1 de marzo de 1959    | Ciudad de México    | México                | 3:1  | Costa Rica            | Amistoso                                   | -                 |
| 27 | 8 de marzo de 1959    | San José            | Costa Rica            | 1:2  | México                | Amistoso                                   | -                 |

## Palmarés

### Títulos nacionales
| Título           | Equipo   | País       | Año  |
| ---------------- | -------- | ---------- | ---- |
| Tercera División | Saprissa | Costa Rica | 1947 |
| Segunda División | Saprissa | Costa Rica | 1948 |
| Torneo de Copa   | Saprissa | Costa Rica | 1950 |
| Primera División | Saprissa | Costa Rica | 1952 |
| Primera División | Saprissa | Costa Rica | 1953 |
| Torneo de Copa   | Saprissa | Costa Rica | 1956 |
| Primera División | Saprissa | Costa Rica | 1957 |
| Torneo de Copa   | Saprissa | Costa Rica | 1960 |

### Títulos internacionales
| Título                                  | Equipo     | Sede       | Año  |
| --------------------------------------- | ---------- | ---------- | ---- |
| Campeonato Centroamericano y del Caribe | Costa Rica | Costa Rica | 1953 |
| Campeonato Centroamericano y del Caribe | Costa Rica | Honduras   | 1955 |

### Distinciones individuales
| Distinción                                                  | Año  |
| ----------------------------------------------------------- | ---- |
| Máximo goleador de la Primera División de Costa Rica        | 1953 |
| Máximo goleador del Campeonato Centroamericano y del Caribe | 1955 |
| Máximo goleador del Torneo de Copa de Costa Rica            | 1956 |